# Bjarne Rostvold
Bjarne Rostvold (18. august 1934 i Gentofte – 12. juli 1989) var en dansk percussionist. Han spændte vidt indenfor jazzscenen, men også i studiearbejde i andre genrer. 
På trods af at han var en meget anerkendt trommeslager, er han dog på samme tid en smule underkendt, idet han sjældent er portrætteret eller biograferet. Jazzentusiaster har en vending, som stammer fra den ydmyge tilføjelse på utallige kreditlister: ...og Bjarne Rostvold (vi ved godt du er rigtig god, vi behøver ikke også at sige det).
Rostvold spillede i mange år i Danmarks Radios Big Band. Han har lagt navn til Bjarne Rostvold Trio (Bent Axen på klaver og Erik Moseholm på bas) og Bjarne Rostvold Kvartet, som bestod af samme trio med tilføjelse af trompetisten Allan Botschinsky. Begge grupper repræsenterer på glimrende vis dansk jazz fra 60'erne og frem.
Herudover har han har spillet med f.eks Ib Glindemann, Stan Kenton, Niels-Henning Ørsted Pedersen, Clark Terry, Ben Webster, Stuff Smith (Hot Violin) og Bent Jædig.

## Diskografi
Som leder
- Jazz Journey – Bjarne Rostvold Quartet & Trio . 1961 Hit Records HR 710. 10
- Triple Action – 1962 Hit H-R 713 EP
- Evergreens In Danish Design – 1963 Fontana
- Tricotism – 1963 RCA LPM-9955
- Stan Kenton With The Danish Radio Big Band. 1966 Storyville 101 8340
- Switch – 1966 Odeon MOEK 9
- Dragonfly – Strawbs 1969 A&M Records
- Spotlight – Bjarne Rostvold Quintet 1981
- Brunch Jazz – med Klavs Hovman (bas), Morten Højring (guitar) 1985 Zenith ZLP 8706
- Late Night Ceremony – Bjarne Rostvold Quintet 1986

Som medvirkende
- Jullerup Færgeby - m. Jesper Thilo (ts, kl), Torben Munk (g), Hugo Rasmussen (b) og Niels Jørgen Steen (p) 1974 Tono TMC 10701
- Kvartetten – m. Hugo Rasmussen (b), Lars Graugaard (fl/per), Christian Sievert (gui/per/vo). 1983 Stunt Records STULP 8402